# Cicuta maculata
Cicuta maculata (Вёх пятнистый) — ядовитый вид цветковых растений семейства Зонтичные (Umbelliferae), известных под несколькими распространенными названиями, в том числе «пятнистый водяной болот», «пятнистая петрушка», «пятнистый ковбой» и «корень самоубийства» у ирокезов. Вид произрастает почти по всей Северной Америке, от северной Канады до южной Мексики. Это корневищное многолетнее травянистое растение, дающее полый вертикальный стебель на максимальной высоте от 1 до 1,5 метров. Длинные листья состоят из нескольких заостренных зубчатых листочков. Каждая блестящая зелёная листовка имеет длину от 2 до 10 сантиметров, а длина всего листа может достигать 40 сантиметров. Соцветие — сложный зонтик из белых цветков, по внешнему виду сходно с другими видами семейства Зонтичные, особенно с пастернаком, что и приводит к фатальным последствиям для перепутавших. Яд — цикутоксин, концентрируется в корнях растения. Сухой жёлто-коричневый плод имеет длину несколько миллиметров.